# Oskar Wilsdorff
Oskar Heinrich Wilsdorff, oftmals fälschlicherweise auch Otto Heinrich Wilsdorff genannt oder auch Otto Wilsdorff und Otto Wilsdorf, (* 22. Februar 1835 in Dresden; † 17. April 1883 in Hannover) war ein deutscher Architekt, Baubeamter und Fachschul-Lehrer.

## Leben
Oskar Wilsdorff besuchte von 1849 bis 1855 eine Baugewerbeschule in Sachsen sowie das Polytechnikum Dresden. Im Ergebnis wurde er mit verschiedenen Studienpreisen und Medaillen ausgezeichnet.
Anschließend war er 1855 bis 1857 Bauassistent beim Landbauamt Leipzig in Oschatz. Von 1857 bis 1875 nahm er Nienburg die Stelle eines Lehrers an der Baugewerbeschule Nienburg an. Nachdem Wilsdorff 1866 in den Rang eines Hofbaukondukteurs befördert worden war, arbeitete er parallel zu seiner Lehrerstelle – jedoch nur in den Semesterferien – als Baukondukteur für die Landbauinspektionen Hannover, Aurich, Osterode, Göttingen, Nienburg und Verden.
1875 erhielt Wilsdorff in Hannover die Stelle des Stadtbauinspektors und wurde Leiter der Hochbauabteilung des hannoverschen Stadtbauamtes.
1879 Wilsdorff auch die technische Leitung der Baupolizei in Hannover. Zeitweilig wirkte er zudem als Direktor der Städtischen Gewerbeschule.
Oskar Wilsdorff war Mitglied im Architekten- und Ingenieur-Verein zu Hannover. Er wird in direkten Bezug zu Conrad Wilhelm Hase und der von ihm begründeten Hannoverschen Architekturschule gebracht.

## Bauten (sofern bekannt)

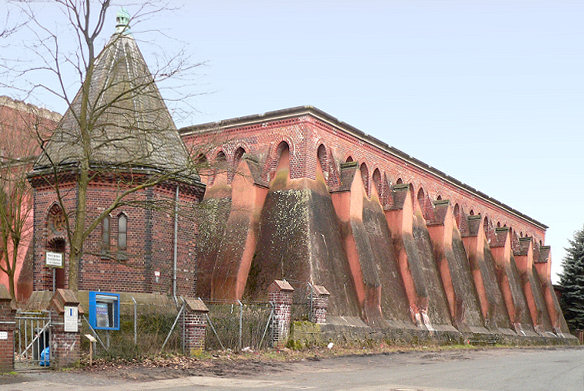
Wasserhochbehälter auf dem Lindener Berg in Hannover-Linden, 1876/78 von Otto Wilsdorff und Rudolph Berg

- 1862–1866, Einbeck: Restaurierung und Innenausstattung der evangelisch-lutherischen Münsterkirche St. Alexandri[1]
- um 1875, Hannover, heutige Adenauerallee 3:[1]
  - Elefantenhaus im Zoologischen Garten (nicht erhalten)[1]
  - 1881 Erweiterung nach Plänen von Ernst Bühring, Hannover[1]
- 1876–1878, Hannover, Ricklingen, Fricke-Weg, gemeinsam mit Rudolph Berg: Wasserwerk mit Maschinen- und Pumpenhaus (nicht erhalten)
- 1876–1878 Hannover: Alte Celler Heerstraße 5 (heute: Lister Meile 4) Ecke Zwingerstraße: Leibniz-Realgymnasium (nicht erhalten)[1]
- 1876–1878, Linden vor Hannover, Am Lindener Berge 27 (heute): Wasserhochbehälter auf dem Lindener Berg, in Zusammenarbeit mit August Bües[1] (technische Konzeption von Rudolph Berg)[7]
- 1879–1885: Hannover, An der Christuskirche:[1] Höhere Töchterschule II in Hannover-Nordstadt, An der Christuskirche[4] (im Zweiten Weltkrieg zerstört; heute Conrad-Wilhelm-Hase-Platz)[8]
- um 1880, Hannover, Hagenstraße 53: Bürgerschule[1]
- 1880, Hannover
  - Engelbosteler Damm: Bürgerschule[1]
  - Berthastraße 12 (früher und heute): Wohnhaus; nicht erhalten[1]
- 1883, Hannover, Friesenstraße: Bürgerschule[1]
- 1883, Hannover, Hagenstraße 62: Bürgerschule[1]
- 1885, Hannover, Krausenstraße: Bürgerschule[1]
  - vollendet von Architekt Eberhard Hillebrand, Hannover[1]